# Frisia XI
Die Frisia XI ist ein Seebäderschiff der Reederei Norden-Frisia.

## Geschichte
Das Schiff wurde 1969 auf der Schiffswerft Julius Diedrich in Oldersum gebaut und als Baltrum IV an die Reederei Baltrum-Linie, mit dem Heimathafen Baltrum, abgeliefert. Mit der Übernahme durch die Wyker Dampfschiffs-Reederei Föhr-Amrum (W.D.R.) erfolgte im November 1982 die Umbenennung in Rüm Hart II nach dem nordfriesischen Wahlspruch „Rüm hart – klaar kiming“ (weites Herz – klarer Horizont). 1986 kam es zu geringfügigen Umbaumaßnahmen am Schiff. Unter anderem wurden achtern links und rechts zwei neue Schornsteine angebaut. Bis dahin verfügte das Schiff über einen mittig angeordneten Schornstein wie beim Schwesterschiff Baltrum III. Im Herbst 2002 wurde es an Heinrich von Holdt verchartert und auf Fahrten zwischen Schlüttsiel, Hallig Hooge, Hallig Langeneß und Wyk auf Föhr eingesetzt. Fast zwei Jahre später, im März 2004, wurde es in Seeadler umbenannt, am Ende der Saison an die W.D.R. zurückgeliefert und in Rüm Hart zurückbenannt.
Im März 2014 verkaufte die W.D.R. das Schiff an die Reederei Norden-Frisia, da sich für die W.D.R. eine Umrüstung des Schiffes gemäß den nationalen Richtlinien für Fahrgastschiffe nicht mehr gelohnt hätte, nachdem das Schiff zuletzt im Jahr 2013 nur zwei Monate im Einsatz gewesen war. Die Reederei Norden-Frisia ließ das Schiff auf der Schiffswerft Diedrich für den Einsatz im ostfriesischen Wattenmeer umbauen und modernisieren. Dabei wurde auch die Motorenanlage ausgetauscht und ein Bugstrahlruder eingebaut. Ferner wurde das äußere Erscheinungsbild des Schiffes durch eine veränderte Formgebung der Fenster, der Schornsteine, des Ruderhauses, des Masts und des oberen Teils der Bugspitze an das jüngere der beiden Schwesterschiffe, die Frisia X, angeglichen.
Seit Ende Oktober 2015 wird das Schiff als Fähre zwischen Norddeich und Norderney bzw. Juist sowie im Ausflugsverkehr der Reederei eingesetzt.

## Technische Daten
Das Schiff wurde bis 2014 von zwei Zwölfzylinder-Dieselmotoren des Herstellers Deutz mit 691 kW Leistung angetrieben, die auf zwei Festpropeller wirkten.
Während des Umbaus des Schiffes 2014/2015 wurden die Motoren durch zwei Scania-Dieselmotoren des Typs DI13 71M ersetzt. Die beiden Scania-Motoren wirken über Untersetzungsgetriebe auf die Propeller. Für die Stromversorgung stehen zwei ebenfalls während des Umbaus ersetzte Dieselgeneratoren sowie ein Notgenerator zur Verfügung.